# Atles de proteïnes humanes
L'Atles de proteïnes humanes (HPA) és un programa amb seu a Suècia iniciat l'any 2003 amb l'objectiu de cartografiar totes les proteïnes humanes de cèl·lules, teixits i òrgans mitjançant la integració de diverses tecnologies òmiques, incloses imatges basades en anticossos, proteòmica basada en espectrometria de masses, transcriptòmica i biologia de sistemes. Totes les dades del recurs de coneixement són d'accés obert per permetre als científics tant del món acadèmic com de la indústria accedir lliurement a les dades per explorar el proteoma humà. El juny de 2023 es va llançar la versió 23 on es va introduir una nova secció d'interacció que conté xarxes d'interacció proteïna-proteïna humana per a més d'11.000 gens que afegiran nous aspectes pel que fa a la funció proteica.
El recurs inclou ara dotze seccions separades amb informació complementària sobre totes les proteïnes humanes. Totes les dades s'han actualitzat en els aproximadament 5 milions de pàgines web individuals. El programa Human Protein Atlas ja ha contribuït a diversos milers de publicacions en el camp de la biologia humana i les malalties i va ser seleccionat per l'organització ELIXIR com a recurs bàsic europeu per la seva importància fonamental per a una comunitat de ciències de la vida més àmplia. El consorci HPA està finançat per la Fundació Knut i Alice Wallenberg.

## Dotze seccions
L'Atles de proteïnes humanes consta de dotze seccions:
- La secció Tissue de l'Atles de proteïnes humanes se centra en els perfils d'expressió en teixits humans de gens tant a nivell d'ARNm com de proteïnes. Les dades d'expressió de proteïnes de 44 tipus de teixits humans normals es deriven del perfil de proteïnes basat en anticossos mitjançant immunohistoquímica convencional i múltiple.Totes les imatges subjacents dels teixits normals tenyits per immunohistoquímica estan disponibles juntament amb una anotació basada en el coneixement dels nivells d'expressió de proteïnes.

- La secció Brain proporciona un perfil espacial complet del cervell, inclosa una visió general de l'expressió de proteïnes al cervell dels mamífers basada en la integració de dades d'humà, porc i ratolí. Les dades de transcriptòmica combinades amb la localització in situ de proteïnes basades en l'afinitat fins als detalls d'una sola cèl·lula estan disponibles en aquest subatles centrat en el cervell de l'Atles de proteïnes humanes. Les dades presentades són per a gens humans i els seus ortòlegs un a un en porc i ratolí. Les pàgines de resum de gens proporcionen el paisatge d'expressió jeràrquica de 13 regions principals del cervell a nuclis i subcamps individuals per a cada gen que codifica proteïnes. Per a proteïnes seleccionades, hi ha imatges d'alt contingut disponibles per explorar la distribució cel·lular i subcel·lular de proteïnes. A més, la secció Cervell conté llistes de gens amb expressió elevada en una o un grup de regions per ajudar l'usuari a identificar perfils d'expressió de proteïnes únics relacionats amb la fisiologia i la funció.

- La secció Single Cell Type conté informació basada en dades de seqüenciació d'ARN d'una cèl·lula (scRNAseq) de 31 teixits humans, incloses les cèl·lules mononuclears de sang perifèrica (PBMC). Les dades estan vinculades a seccions de teixit tenyides immunohistoquímicament generades internament presentades a la secció de teixits per visualitzar els patrons d'expressió de proteïnes espacials corresponents. L'anàlisi scRNAseq es va basar en dades d'expressió de tot el genoma disponibles públicament i inclou tots els gens que codifiquen proteïnes en 557 grups de tipus cel·lulars individuals corresponents a 15 grups de tipus cel·lular diferents. Es va realitzar una classificació d'especificitat per determinar el nombre de gens elevats en aquests tipus de cèl·lules individuals. Els gens expressats en cadascun dels tipus de cèl·lules es poden explorar en gràfics interactius UMAP i gràfics de barres, amb enllaços a les tincions immunohistoquímiques corresponents en teixits humans.

- La secció Tissue Cell Type conté prediccions d'especificitat d'expressió del tipus cel·lular per a tots els gens codificants de proteïnes humanes, generades mitjançant l'anàlisi de xarxa integrada de dades d'ARNseq a granel disponibles públicament. S'utilitza una classificació d'especificitat per predir quins gens s'enriqueixen en cada tipus de cèl·lula constituent dins d'un teixit individual. Les dades es poden explorar teixit per teixit, juntament amb seccions de teixit tacades immunohistoquímicament generades internament. A més, una anàlisi del tipus de cèl·lula bàsica se centra en els tipus de cèl·lules que es troben a tots, o a la majoria, dels teixits perfilats, per exemple, cèl·lules endotelials o macròfags. Aquí es detallen gens amb especificitat prevista en aquests tipus de cèl·lules bàsiques en diversos teixits.

- La secció Patologia conté informació basada en dades d'expressió d'ARNm i proteïnes de 17 formes diferents de càncer humà, juntament amb milions d'imatges de seccions de teixit tenyides immunohistoquímicament generades internament i diagrames de Kaplan-Meier que mostren la correlació entre l'expressió d'ARNm de cada gen de proteïna humana i la supervivència del pacient amb càncer.

- La secció Malaltia conté informació sobre els nivells de proteïnes a la sang en pacients amb diferents malalties i destaca les proteïnes associades a aquestes malalties mitjançant l'anàlisi d'expressió diferencial i una estratègia de predicció de malalties basada en l'aprenentatge automàtic.

- La secció Cèl·lula immune conté informació sobre una sola cèl·lula sobre perfils d'expressió d'ARN a tot el genoma de gens que codifiquen proteïnes humanes que cobreixen diverses cèl·lules B i T, monòcits, granulòcits i cèl·lules dendrítiques. L'anàlisi de transcriptòmica cobreix 18 tipus de cèl·lules aïllades amb classificació cel·lular i inclou una classificació basada en l'especificitat, distribució i clúster d'expressió a totes les cèl·lules immunitàries.

- La secció Blood Protein presenta les concentracions plasmàtiques estimades de les proteïnes detectades a la sang humana a partir d'estudis de proteòmica basats en espectrometria de masses, dades publicades d'assaigs immunitaris i un estudi longitudinal basat en l'assaig d'extensió de proximitat (PEA). A més, es presenta una anàlisi del "secretoma humà" que inclou l'anotació dels gens que es preveu que se secreten activament a la sang humana, així com a altres compartiments o sistemes d'òrgans del cos humà com el tracte digestiu o el cervell.

- La secció Subcel·lular de l'Atles de proteïnes humanes proporciona informació d'alta resolució sobre l'expressió i la distribució espaciotemporal de proteïnes codificades per 13147 gens (el 65% dels gens que codifiquen proteïnes humanes). Per a cada gen, s'ha investigat la distribució subcel·lular de la proteïna mitjançant immunofluorescència (ICC-IF) i microscòpia confocal en fins a tres línies cel·lulars diferents, seleccionades d'un panell de 37 línies cel·lulars utilitzades a la secció subcel·lular.

- Després de l'anàlisi d'imatges, la localització subcel·lular de la proteïna s'ha classificat en un o més de 35 orgànuls diferents i estructures subcel·lulars fines. A més, la secció inclou una anotació de gens que mostren variacions unicel·lulars en els nivells d'expressió de proteïnes i/o distribució subcel·lular, així com una anàlisi ampliada de la dependència del cicle cel·lular d'aquestes variacions.

- La secció Línia cel·lular conté informació sobre perfils d'expressió d'ARN a tot el genoma dels gens que codifiquen proteïnes humanes en 1206 línies cel·lulars humanes, incloses 1132 línies cel·lulars de càncer. L'anàlisi de la transcriptòmica inclou la classificació basada en l'anàlisi d'especificitat de 28 tipus de càncer, l'anàlisi de clúster de distribució i expressió a totes les línies cel·lulars i, per als tipus de càncer seleccionats, també l'anàlisi de la similitud de les línies cel·lulars amb el tipus de càncer corresponent.

- La secció Estructura conté informació sobre l'estructura tridimensional de les proteïnes humanes.

- La secció Interacció presenta dades sobre xarxes d'interacció basades en interaccions proteïna-proteïna de la base de dades IntAct i vies metabòliques de l'Atles metabòlic.

## Història
El programa Human Protein Atlas es va iniciar l'any 2003 i va ser finançat per l'organització sense ànim de lucre Knut and Alice Wallenberg Foundation (KAW). El lloc principal del projecte és el Royal Institute of Technology (KTH), l'Escola de Ciències de l'Enginyeria en Química, Biotecnologia i Salut (Estocolm, Suècia). A més, el projecte implica grups de recerca de la Universitat d'Uppsala, Karolinska Institutet, Chalmers University of Technology i Lund University, així com diverses col·laboracions internacionals actuals i passades iniciades amb grups de recerca a Europa, els Estats Units, Corea del Sud, la Xina i l'Índia. El professor Mathias Uhlén és el director del programa.
La investigació que sustenta l'inici de l'exploració de tot el proteoma humà al programa Human Protein Atlas es va dur a terme a finals de la dècada de 1990 i principis dels 2000. Es va dur a terme un estudi pilot que utilitzava una estratègia de proteòmica d'afinitat utilitzant anticossos purificats per afinitat generats contra fragments de proteïnes humanes recombinants per a un perfil de proteïnes cromosòmiques del cromosoma 21. També es van dur a terme altres projectes per establir processos de purificació per afinitat paral·lela i automatitzada d'anticossos monoespecífics i la seva validació.